# Dysschema forbesi
Dysschema forbesi là một loài bướm đêm thuộc phân họ Arctiinae, họ Erebidae.